# ヒースロー・コネクト

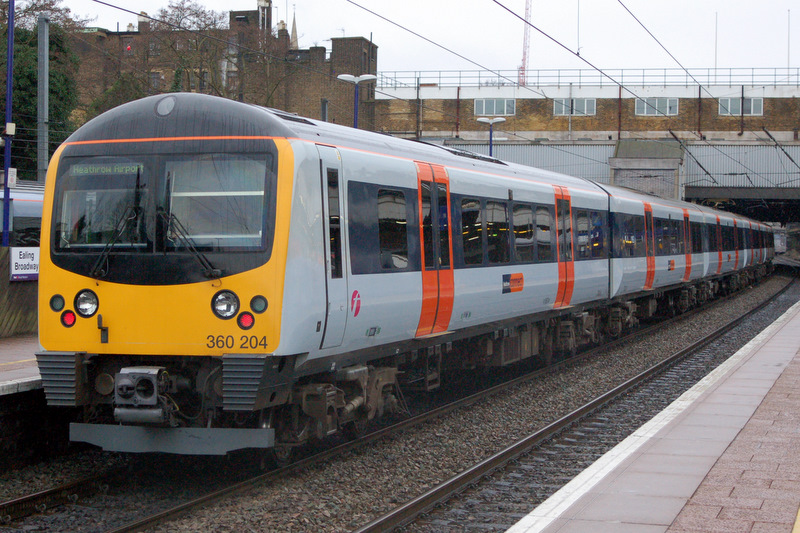
ヒースロー・コネクトの360形

ヒースロー・コネクト (Heathrow Connect) はイギリスのロンドン・ヒースロー空港とロンドン都心とを結ぶ列車の名称であり、またその列車運行会社であるファースト・グレート・ウェスタンとヒースロー・エクスプレス運行会社との共同企業体の名称である。
2005年6月12日に運行を開始した。30分間隔の運行で、所要時間は32分。同区間を走るヒースロー・エクスプレスよりは時間がかかるが、運賃はヒースロー・エクスプレスと比べて安く設定されている。
2018年5月19日をもってヒースロー・コネクト社による営業を終了し、翌20日よりロンドン交通局傘下のTfLレールへ吸収・継承された。2018年12月に開業予定のエリザベス線（クロスレール）にも組み込まれる予定である。

## 概要
ロンドン都心のターミナル駅のひとつであるパディントン駅から、ヒースロー空港内にあり空港ターミナルに連絡しているヒースロー・セントラル駅を結ぶ。
同一経路でノンストップ運行を行うヒースロー・エクスプレスに対し、ヒースロー・コネクトは中間駅の大半に停車する。ロンドン西部の複数地域とロンドン都心もしくは空港とを結び、またロンドン西部内の各地域を相互に結ぶ役割も担う。運行開始に際して、それ以前はファースト・グレート・ウェスタン・リンク（英語版）により運行されていたいくつかの列車が置き換えられた。
ヒースロー空港内には、ヒースロー・セントラル駅（2008年にヒースロー・ターミナルズ1・2・3駅から改称）、ヒースロー・ターミナル4駅、ヒースロー・ターミナル5駅（2008年開業）があり、ヒースロー・コネクトは当初ヒースロー・ターミナルズ1・2・3駅（当時）を経由してターミナル4駅に発着していた。しかし、2010年12月12日のダイヤ改正以降、基本的にヒースロー・セントラル駅発着となり、ターミナル4へはヒースロー・エクスプレス・シャトルに乗り換えることとなった。また、ターミナル5駅には開業当初からヒースロー・セントラル駅でヒースロー・エクスプレスに乗り換える必要がある。ただし、月曜日から土曜日の早朝深夜の一部列車と日曜日の全列車は2010年までと同様にヒースロー・ターミナル4駅発着となるほか、月曜日から木曜日の夜間にはヒースロー・ターミナル5駅始発のパディントン駅行が2本設定されている。なお、空港ターミナル駅相互間の移動は、ヒースロー・エクスプレス、ヒースロー・コネクトともに無料で利用できる。

## 運賃
パディントン駅とヘイズ・アンド・ハーリントン駅との間の運賃はファースト・グレート・ウェスタンの運行列車と同じ値段とされているが、ヘイズ・アンド・ハーリントン駅とヒースロー空港との間は片道5.90ポンド必要である。トラベルカードやオイスターカードはパディントン駅とヘイズ・アンド・ハーリントン駅の間では有効だが、ヘイズ・アンド・ハーリントン駅とヒースロー空港との間では利用できない。
この列車の運行は主に空港職員の利用とロンドン西部地域からヒースロー空港への地域利用を想定しており、空港職員の身分証を持つ者にはヘイズ・アンド・ハーリントン駅とヒースロー空港の間の運賃に割引運賃が適用される。元々はパディントン駅からヒースロー空港までのヒースロー・エクスプレスに対して割安な代替手段としての利用は想定されていなかった。早朝の一列車を除き「コネクト」は途中で「エクスプレス」に追い抜かれ、またパディントン駅では列車はヘイズ・アンド・ハーリントン駅経由でヒースロー空港に至ると発車掲示板に表示される。

## 運行
ヒースロー・コネクトは通常パディントン駅12番線から発車する。パディントン駅から空港支線への分岐点まではグレート・ウェスタン本線の緩行線を走行する。
グレート・ウェスタン本線は急行線・緩行線ともこの分岐点以西は非電化であるが、パディントン駅から分岐点までの緩行線は、急行線を走るヒースロー・エクスプレスの代替ルートとして使えるよう交流2万5千ボルト・架空電車線方式で電化され、ATPが導入されている。
空港支線への分岐点において、支線の空港方面の線路は、東西に伸びる本線の急行線から南側に分岐して南に進む経路を取る。また、空港方面からの線路は急行線を立体交差で越えて、急行線（南側）と緩行線（北側）の間に入り、急行と緩行線の双方に合流する。
緩行線を走るヒースロー・コネクトがグレート・ウェスタン本線と空港支線を行き来する際には、急行線との平面交差を避けるため、空港方面・パディントン駅方面の双方向の列車が本来パディントン駅方面の列車（ヒースロー・エクスプレス）のために建設された線路である空港方面から急行線と緩行線の間に立体交差で入る線路を用いる。したがってヒースロー・コネクトの空港方面の列車は通常の運行とは逆方向に立体交差を使用しなければならない。また、パディントン駅方面に向かう列車は、立体交差が直接緩行線のパディントン駅方面の線路につながっていないため、パディントン駅方面からの緩行線と平面交差しなければならない。この平面交差と逆走状態を解消するため、立体交差で緩行上下線を越える線を追加する工事が行われ、2018年に開通した。
ヒースローでは、列車は現在ヒースロー・セントラル駅を越えた'Down'ターミナル5トンネルで折り返す。
ターミナル5駅が開業した2008年3月27日から2010年までは、30分間隔で運行する列車でヒースロー・セントラル駅からターミナル4へのシャトル運行を15分間隔で提供するために、ヒースロー・コネクトは、以下の表のように走っていた。
| パディントン駅 | →                          | ヒースロー・セントラル駅 | →                        | ヒースロー・ ターミナル4駅 |
|                |                            | ヒースロー・セントラル駅 | ←                        | ヒースロー・ ターミナル4駅 |
| →              | ヒースロー・ ターミナル4駅 | ヒースロー・セントラル駅 |                          |                            |
| パディントン駅 | ヒースロー・ ターミナル4駅 | ←                        | ヒースロー・セントラル駅 | ←                          |

クロスレールが空港に乗り入れるようになった際には、ヒースロー・コネクトの運行はクロスレールに吸収され、運行経路がシェンフィールドおよびアビー・ウッドへ延伸される見込みである。

## 車両
車両はドイツのシーメンスで新製された360/2形の5両編成を使用する。
| 形式            | 画像 | 車種 | 最高速度 | 最高速度 | 総数  | 運行区間                                            | 製造年      |
| 形式            | 画像 | 車種 | mph      | km/h     | 総数  | 運行区間                                            | 製造年      |
| --------------- | ---- | ---- | -------- | -------- | ----- | --------------------------------------------------- | ----------- |
| 360形「デジロ」 |      | 電車 | 100      | 160      | 5編成 | ロンドン・パディントン駅 - ヒースロー・セントラル駅 | 2002 - 2003 |

## 停車駅一覧
2013年12月8日改正ダイヤによる停車駅は次の表のとおり。
| 駅名 | 日本語訳                                                           | H E | H E S | H C | 乗換路線・備考                                                     |
| --- | ------------------------------------------------------------------ | --- | ----- | --- | ------------------------------------------------------------------ |
| Paddington | パディントン駅                                                     | ●   |       | ●   | サークル線 ディストリクト線 ハマースミス&シティー線 ベーカールー線 |
| Acton Main Line | アクトン・メイン・ライン駅                                         | ｜  |       | ▲   |                                                                    |
| Ealing Broadway | イーリング・ブロードウェイ駅                                       | ｜  |       | ●   | ディストリクト線 セントラル線                                      |
| West Ealing | ウェスト・イーリング駅                                             | ｜  |       | ◎   | グリーンフォード支線（分岐）                                       |
| Hanwell | ハンウェル駅                                                       | ｜  |       | ◎   |                                                                    |
| Southall | サウスオール駅                                                     | ｜  |       | ●   |                                                                    |
| Hayes and Harlington | ヘイズ・アンド・ハーリントン駅                                     | ｜  |       | ●   | グレート・ウェスタン本線（分岐）                                   |
| Heathrow Central Terminals 1, 2 & 3 | ヒースロー・セントラル駅 （旧・ヒースロー・ターミナルズ1・2・3駅） | ●   | ●     | ●   | ピカデリー線                                                       |
| Heathrow Terminal 4 | ヒースロー・ターミナル4駅                                          | ∥   | ●     | ○   | ピカデリー線                                                       |
| Heathrow Terminal 5 | ヒースロー・ターミナル5駅                                          | ●   |       | △   | ピカデリー線                                                       |
| 凡例 HE…ヒースロー・エクスプレス HES…ヒースロー・エクスプレス・シャトル HC…ヒースロー・コネクト ●…停車駅（▲…平日の最終パディントン行のみ停車、◎…早朝深夜と日曜全列車が通過、○…平日早朝深夜の一部列車と日曜の全列車が発着、△月曜日から木曜日夜間のパディントン行2本のみ発車）｜…通過駅∥…経由せず |                                                                    |     |       |     |                                                                    |

## 参照
1. 1 2  TfL to operate Heathrow Connect services ahead of Elizabeth line opening - ロンドン交通局、2018年5月18日
2. ↑   European Rail Timetable. Thomas Cook Publishing. (2010-12)
3. ↑  alwaystouchout.com Heathrow Connect
4. ↑  "National Rail Timetable(Sunday 08 Dec 2013 to Saturday 17 May 2014)" Table 117及びTable 118